# Norway (Iowa)
Pour les articles homonymes, voir Norway.
Norway est un village du comté de Benton dans l'État de l'Iowa aux États-Unis. Sa population était de 601 habitants au recensement de 2000. La ville se situe à 27 km au sud-ouest du centre de Cedar Rapids. 
L'Union Pacific railroad passe en bordure du village.
Le film The Final Season (en) se déroule à Norway.